# Albert Ladenburg
Albert Ladenburg (Mannheim, 2 de julho de 1842 — Breslávia, 15 de agosto de 1911) foi um químico alemão.

## Família
Filho de Leopold Ladenburg (1809–1889) e Delphine Picard (1814–1882) de Estrasburgo na Alsácia. Albert Ladenburg e sua mãe foram netos do banqueiro Wolf Ladenburg.
Ladenburg casou em 19 de setembro de 1875 com Margarethe Pringsheim (14 de janeiro de 1855 — 1909), filha do botânico e fisiologista vegetal Nathanael Pringsheim. Pai do físico Rudolf Ladenburg.
Albert Ladenburg foi um exímio pianista, foi amigo de Johannes Brahms e tocou a quatro mãos com Clara Schumann.

## Vida

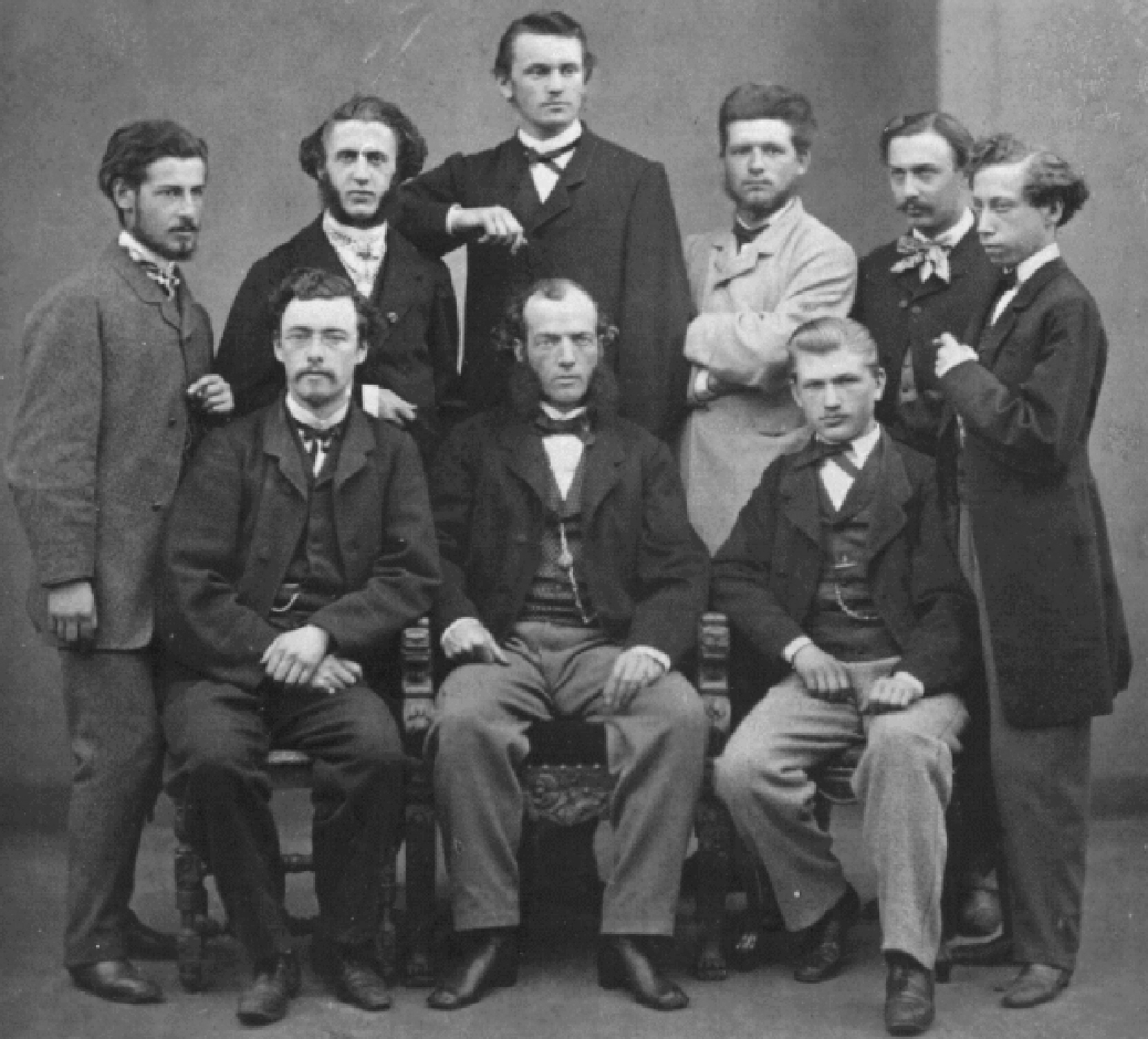
Ladenburg (de pé a direita) com August Kekulé em Gent (c. 1866)

Ladenburg estudou matemática e línguas modernas de 1858 a 1860 na Escola Politécnica de Karlsruhe, estudou em seguida química e física na Universidade de Heidelberg e por fim física na Universidade de Berlim. Obteve um doutorado em 1863 em Heidelberg.
Em Gent passou em 1865 meio ano com August Kekulé, com quem estudou química estrutural. Depois trabalhou 18 meses em Paris com
Charles Friedel com compostos de organosilício e depois trabalhou sozinho com compostos de organoestanho.

## Publicações
- Lebenserinnerungen. Breslau 1912.
- com Margarete Ladenburg (Übersetzung und Hg.), Berthelot und L. Pean de Saint-Gilles: Untersuchungen uber die Affinitaten. Über Bildung und Zersetzung der Äther. Verlag W. Engelmann, Leipzig 1910.
- Albert Ladenburg (Hg.), August Kekulé: Über die Konstitution und die Metamorphosen der chemischen Verbindungen und über die chemische Natur des Kohlenstoffs. Untersuchungen über aromatische Verbindungen. Akademische Verlagsgesellschaft, Leipzig 1904.
- com Margarete Ladenburg (Übersetzung und Hg.), Louis Pasteur: Über die Asymmetrie bei natürlich vorkommenden organischen Verbindungen. Akademische Verlagsgesellschaft, Leipzig 1907.
- com Margarete Ladenburg (Übersetzung mit Anmerkungen und Hg.), Karl Adolph Wurtz: Abhandlung über die Glycole oder zweiatomige Alkohole und über das Aethylenoxyd als Bindeglied zwischen organischer und Mineralchemie. Verlag W. Engelmann, Leipzig 1909.

## Obras
- Vorträge über die Entwicklungsgeschichte der Chemie in den letzten hundert Jahren. Vieweg, Braunschweig 1869. Digitalisierte Ausgabe der Universitäts- und Landesbibliothek Düsseldorf
- Albert Ladenburg: Handwörterbuch der Chemie. Verlag von Eduard Trewendt, Breslau 1896.